# 韦尔努瓦
韦尔努瓦（法語：Vernoy，法語發音：[vɛʁnwa]）是法国勃艮第-弗朗什-孔泰大区约讷省的一个市镇，属于桑斯区。

## 地理
韦尔努瓦（48°5'43"N, 3°7'30"E）面积14.42 平方千米，位于法国勃艮第-弗朗什-孔泰大區约讷省，该省份为法国中北部内陆省份，西接卢瓦雷省，西北接塞纳-马恩省，南至涅夫勒省，东临科多尔省，东北与奥布省接壤。
与韦尔努瓦接壤的市镇（或旧市镇、城区）包括：库尔图万、绍莫、多马、埃格里塞勒-勒博卡日、皮丰、克莱里河畔萨维尼。

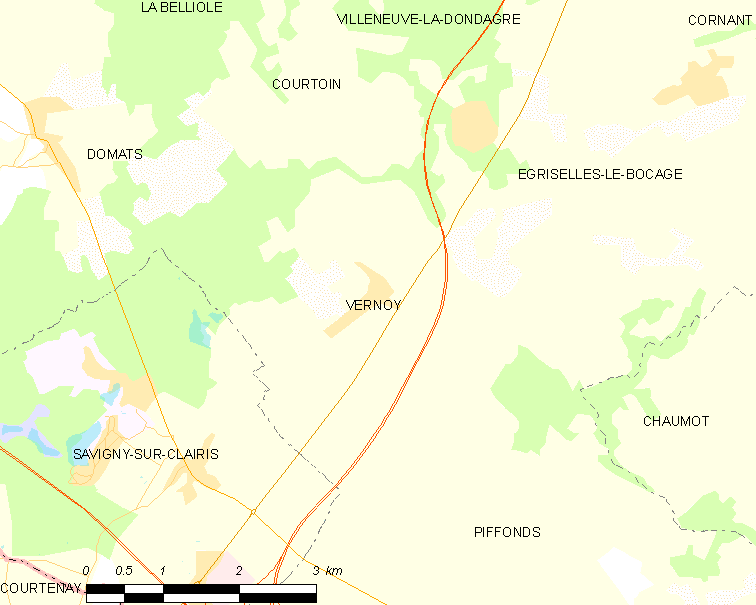
韦尔努瓦的OSM定位图

韦尔努瓦的时区为UTC+01:00、UTC+02:00（夏令时）。

## 行政
韦尔努瓦的邮政编码为89150，INSEE市镇编码为89442。

## 政治
韦尔努瓦所属的省级选区为勃艮第地区加蒂奈县。

## 人口

1962-2008年间韦尔努瓦人口变化图示

韦尔努瓦于2022年1月1日时的人口数量为244人。